# Ik wil in GTST
Ik wil in GTST was een actie van de makers van de soap Goede tijden, slechte tijden. In deze talentenjacht werd via internet en televisie een nieuwe acteur gezocht voor een rol in de soap.
Op 27 augustus 2007 konden belangstellenden hun acteerprestaties filmen met hun webcam, telefoon of videocamera en vervolgens op internet zetten, waarna 300 van hen werden uitgenodigd om auditie te komen doen. Tijdens de zoektocht werd bekend dat er een uitzending hierover werd uitgezonden op RTL 4. De finale vond vervolgens plaats op 30 november 2007 in het televisieprogramma RTL Boulevard.
Op 30 november werd bekend dat Kee Huidekoper uit Amsterdam de zoekactie won. Zij kreeg voor minimaal drie weken een rol in de soap, die van Vera van Es. Ze won van 2000 andere gegadigden.
De schrijvers van de serie besloten echter na dertien weken niet verder te willen met het personage Vera van Es, reden waarom Huidekoper uit de serie werd geschreven. Op 6 mei 2008 was ze voor het laatst te zien.